# Nena de Hiroshima
Nena de Hiroshima es el segundo álbum de estudio de la banda de reggae punk argentina Todos Tus Muertos, lanzado en 1991. Este fue el único álbum grabado para el sello Radio Trípoli y, en 1997, la banda reeditó este álbum en su propio sello discográfico TTM Discos.

## Grabación
En 1989, Horacio Villafañe y Cristian Ruiz dejaron la banda, por su parte Horacio "Gamexane" junto a Richard Coleman (ex-Soda Stereo) formó Los 7 Delfines en 1990. Tras esto, Felix Gutiérrez eligió al guitarrista Julio Amin, y también a Jorge Iacobellis en batería y como productor ejecutivo para completar la formación. El álbum incluye una versión de "Break on Through (To the Other Side)" en español, que fue originalmente escrita e interpretada por The Doors. También, en esta ocasión la banda reutilizó algunas canciones que Jorge Serrano escribió para la banda a mediados de los '80.

## Lista de canciones
1. "Incomunicado" (Serrano) - 1:58
2. "Abre la Celda" (Gutiérrez, Nadal, Villafañe) - 3:00
3. "Break On Through" (Jim Morrison, Robby Krieger, Ray Manzarek, John Densmore)* - 2:12
4. "Terror Al Cambio" (Serrano) - 3:30
5. "Fallas" (Gutiérrez, Nadal) - 3:48
6. "Sangre Seca" (Gutiérrez, Nadal)** - 3:00
7. "Se que No" (Gutiérrez, Nadal, Villafañe)* - 3:55
8. "El Espejo" (Serrano)* - 4:15
9. "El Chupadero" (Gutiérrez, Nadal, Villafañe) - 3:00

- *Debido a un error por parte de la discográfica, el orden, título y créditos de las canciones 3, 7, 8 es listado erróneamente en la contraportada de las ediciones originales en CD y vinilo.[3][4] Dicho error fue corregido parcialmente en la reedición de 1997.[5]
- **Listada como "El Ritmo De La Sangre" en ediciones físicas, pero listada como "Sangre Seca" tanto en los créditos del CD como el vinilo.[3][4]

## Créditos

### Todos Tus Muertos
- Fidel Nadal - Voz líder
- Julio Amin - Guitarra
- Félix Gutiérrez - Bajo
- Jorge Iacobellis - Batería

### Producción
- Jorge Iacobellis - Productor ejecutivo.
- Fidel Nadal y Felix Gutiérrez - Diseño de portada.